# 舒士升
舒士升，贵州湄潭人，清朝政治人物、同進士出身。

## 生平
嘉慶九年（1804年），舒士升中式甲子科貴州鄉試舉人，嘉慶十年（1805年）聯捷乙丑科三甲八十七名進士，曾官縣儒學教諭。